# Natalja Iljina
Natalja Iljina, née le 3 juin 1985 à Tcheboksary, est une fondeuse russe.

## Biographie
Lors de sa carrière junior, elle remporte deux titres mondiaux dans sa catégorie : en relais en 2004 et au cinq kilomètres libre en 2005. Elle débute en Coupe du monde en janvier 2006. Elle marque ses premiers points dès la saison suivante et réussit un premier top 10 en janvier 2009 en terminant neuvième du sprint de Rybinsk. Entre 2011 et 2015, elle ne marque aucun point en Coupe du monde avant de se classer huitième du dix kilomètres libre de Rybinsk, meilleur résultat en carrière.

## Palmarès

### Championnats du monde
| Épreuve / Édition | Oslo 2011 | Falunn 2015 |
| Sprint libre      | 18e       |             |
| 30 km classique   |           | 36e         |

### Coupe du monde
- Meilleur classement général : 50e en 2011.
- Meilleur résultat individuel : 8e.

#### Différents classements en Coupe du monde
| Année     | Classement général final | Classement distance | Classement sprint |
| 2006-2007 | 77e                      | 74e                 | 49e               |
| 2007-2008 | 67e                      | 48e                 | 61e               |
| 2008-2009 | 54e                      | 47e                 | 41e               |
| 2009-2010 | 66e                      | 52e                 | 63e               |
| 2010-2011 | 50e                      | 48e                 | 41e               |
| 2014-2015 | 76e                      | 55e                 | 59e               |

### Universiades
- Médaille d'or du sprint libre en 2009.

### Championnats du monde junior
Elle remporte deux titres dans ces championnats : le relais en 2004 et le cinq kilomètres libre en 2005. En 2005, elle remporte aussi la médaille d'argent au relais.

### Championnats de Russie
- Titrée sur le 30 km classique en 2010.